# Vytenis Lipkevičius
Vytenis Lipkevičius (Vilkija, 19 maggio 1989) è un cestista lituano.

## Palmarès
- Campionato lituano: 5

Žalgiris Kaunas: 2011-12, 2012-13, 2013-14, 2014-15, 2015-16
- Coppa di Lituania: 2

Žalgiris Kaunas: 2012, 2015
- Lega Baltica: 2

Žalgiris Kaunas: 2011-12
Prienai: 2016-17